# Третье фолио

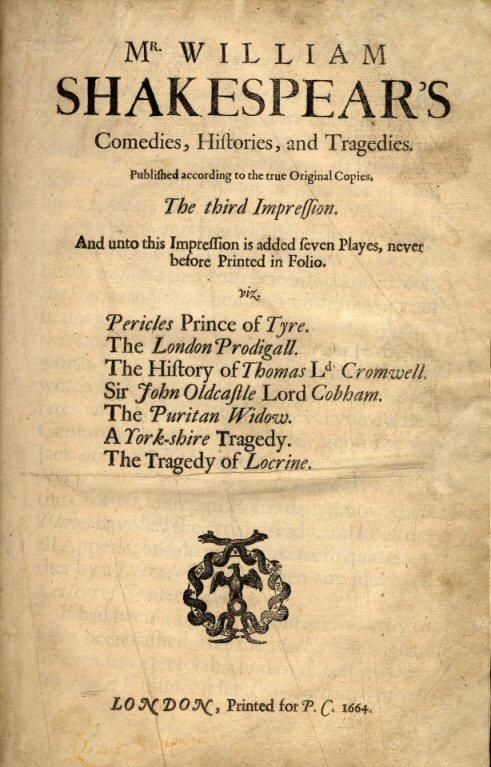
Титульный лист третьего фолио, на котором указаны добавленные пьесы

Третье фолио (англ. Third Folio) — издание сочинений Шекспира 1663—1664 годов. Содержало семь добавленных пьес, только одна из которых — «Перикл» — была впоследствии включена в шекспировский канон. Опубликовано после Реставрации Стюартов, когда возобновились театральные постановки в Лондоне.

## История
Третье фолио существует в двух вариантах: первоначальное издание 1663 года повторяло Первое и Второе фолио. В 1664 году его дополнил издатель Филип Четвинд, который был женат на вдове Р. Аллота — владельца прав на Второе фолио. Он добавил в собрание семь пьес: «Перикл», «Локрин», «Лондонский распутник», «Пуританка», «Томас, лорд Кромвель», «Сэр Джон Олдкасл» и «Йоркширская трагедия». Из этих пьес принадлежавшим Шекспиру был признан только «Перикл», который и утвердился в каноне. Издание 1664 года считается гораздо более редким, чем Первое и Второе фолио, поскольку основная часть тиража погибла в Великом Лондонском пожаре 1666 года.

## Текстология
Издатели планировали точно повторить Второе фолио, однако изменилось оформление: например, посвящение Мильтона было опубликовано на одной странице (а не на обороте, как в предыдущем издании). Дополнение 1664 года заняло 100 страниц. Расширенное издание пользовалось популярностью: даже Бодлеанская библиотека продала свой экземпляр Первого фолио, когда появилось Третье.
У. Блэк и М. Шаабер выявили 943 редакторских правки в Третьем фолио по сравнению со Вторым, не считая изменений пунктуации и исправления очевидных типографских опечаток. Основная часть исправлений касалась модернизации правописания. Также была исправлена сцена III четвёртого акта комедии «Как вам это понравится», но эти правки не воспроизводятся после выхода издания Теобальда 1733 года.